# Delia felsicanalis
Delia felsicanalis este o specie de muște din genul Delia, familia Anthomyiidae, descrisă de Fan și Wu în anul 1984. Conform Catalogue of Life specia Delia felsicanalis nu are subspecii cunoscute.